# Lago Palo
Il lago Palo è un piccolo lago glaciale della provincia di Parma, nel comune di Monchio delle Corti. Per la forma regolare e la limpidezza delle acque, è considerato uno dei più bei laghi dell'Appennino parmense.
Il lago è situato nell'alta Val Cedra alla quota di 1 508  m s.l.m., a circa mezzo chilometro dal confine con la Toscana. È alimentato da un rio che scende dalla cima Canuti (1 773 m), con portata molto variabile. La profondità (5,6 m) rimane comunque costante per la presenza di sorgenti sotterranee. L'emissario è un affluente del Rio di Prato Spilla, che si attiva quando il lago è al massimo livello.
La fauna ittica comprende la trota fario. La pesca sportiva è permessa solo a chi è in possesso, oltre che della licenza di pesca, di un permesso rilasciato dal comune di Monchio delle Corti. Per la notevole altitudine, il lago è ghiacciato nel periodo invernale, normalmente dalla fine di novembre all'inizio di aprile.
Il lago Palo si può raggiungere in meno di un'ora di cammino partendo dalla località di Prato Spilla (1 350 m), seguendo il sentiero 703a.

## Bibliografia

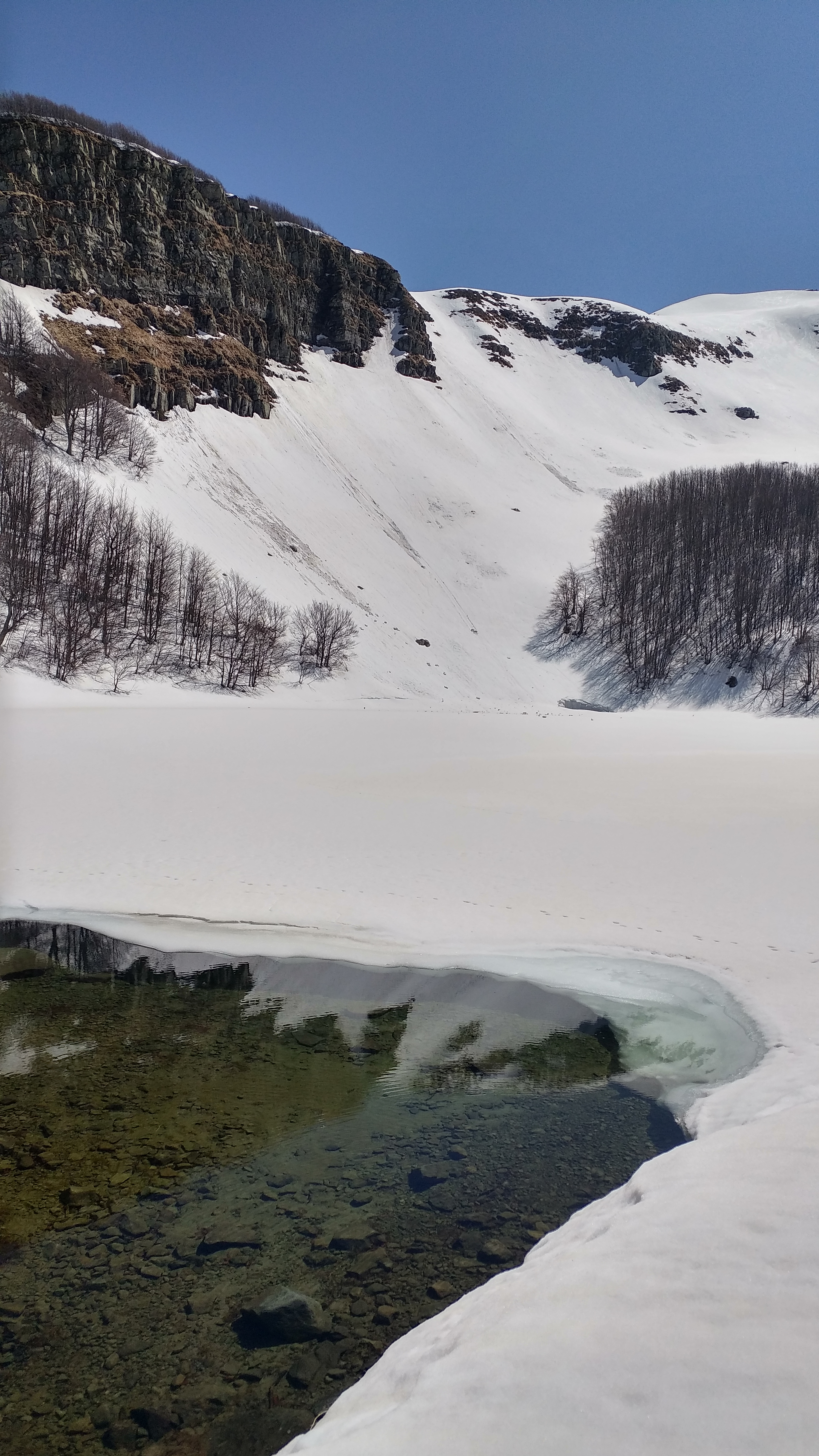
Il lago in inverno